# Hygrotus stefanschoedli
Hygrotus stefanschoedli is een keversoort uit de familie waterroofkevers (Dytiscidae). De wetenschappelijke naam van de soort is voor het eerst geldig gepubliceerd in 2005 door Fery, Sadeghi & Hosseinie.